# Acción del 5 de mayo de 1794
La acción del 5 de mayo de 1794 fue un enfrentamiento naval menor librado en el océano Índico en el marco de las guerras revolucionarias francesas. Una escuadra británica había estado bloqueando la Île de France —actualmente conocida como Mauricio— desde comienzos de año y, en las primeras horas del 5 de mayo, avistó dos navíos aproximándose a su posición. Según se acercaban, los británicos consiguieron reconocer la fragata francesa Duguay Trouin, que le habían capturado a la Compañía Británica de las Indias Orientales el año anterior, y un pequeño bergantín. Aprovechándose de la dirección favorable del viento, la escuadra británica comenzó a perseguir a los recién llegados, que trataron de huir. La persecución duró poco, ya que la tripulación de la Duguay Trouin estaba mermada por las enfermedades y pocos miembros de la misma estaban listos para combatir. La fragata británica HMS Orpheus fue la primera en llegar e inhabilitó rápidamente la fragata rival gracias a varios tiros de enfilada. Tras una hora y veinte minutos, el capitán francés se rindió y el capitán de la Orpheus, Henry Newcome, se hizo con el control del buque capturado y llevó su presa de vuelta a un puerto de la India.

## Contexto y antecedentes
Gran Bretaña no tomó parte en las guerras revolucionarias francesas hasta febrero de 1793, y las noticias de este evento tardaron cuatro meses en llegar al océano Índico. La prioridad de la escuadra que se encontraba en la India británica bajo mando del comodoro William Cornwallis era hacerse con el control de las colonias francesas en la India, especialmente con el principal puerto de Pondicherry. Cuando los británicos completaron la operación a finales de agosto de 1793, la escuadra regresó a Europa. Esto dejó al comercio británico en las aguas orientales demasiado expuesto, de modo que los corsarios y buques de guerra de la Île de France pudieron tomar varios navíos mercantiles; entre estos se encontraba el Princess Royal, un buque de considerable tamaño perteneciente a la Compañía Británica de las Indias Orientales que tres corbetas de corsarios redujeron el 27 de septiembre en el estrecho de la Sonda.
El Princess Royal era un barco bien equipado, con veintiséis cañones de doce libras y varios cañones más de menor calibre en la cubierta principal. La Marina Nacional francesa lo puso rápidamente en servicio bajo el nombre de Duguay Trouin y con treinta y cuatro cañones y la destinó a la Île de France junto con las fragatas Prudente y Cybèle y el bergantín Vulcain del capitán Jean-Marie Renaud. Esta escuadra se vio envuelta en una escaramuza de resultado incierto con una fuerza de barcos de la Compañía de las Indias Orientales en el estrecho de la Sonda en enero de 1794, antes de regresar a la Île de France con el Pigot apresado.
A comienzos de la primavera de 1794, tres navíos partieron de Gran Bretaña para reemplazar a la escuadra de Cornwallis: la fragata de treinta y dos cañones HMS Orpheus, cuyo capitán era Henry Newcome; el buque de quinta clase HMS Centurion, equipado con cincuenta cañones y capitaneada por Samuel Osbourne, y el HMS Resistance del capitán Edward Pakenham, que contaba con cuarenta y cuatro cañones. Estos buques pasaron cerca de las bases francesas en la Île de France con destino a la India y se detuvieron para bloquear el puerto francés con éxito: el Orpheus envió a tres oficiales y otros veinte hombres a la India en navíos mercantiles capturados. Los franceses también tenían barcos en las aguas en esos momentos. El Duguay Trouin y el Vulcain estuvieron juntos en el océano Índico a lo largo de la primavera antes de regresar a la Île de France.

## Batalla
Los británicos avistaron desde sus puntos de vigía los navíos franceses cuando estos se acercaban a la isla el 5 de mayo. Los capitanes británicos esperaron a que los franceses se acercasen y, a mitad de mañana, comenzaron a perseguirlos aprovechando que el viento les venía desde atrás. Esto les permitió acercarse rápidamente a los navíos franceses, cuyos intentos de escapar se vieron mermados por las pésimas condiciones en las que se encontraba la Duguay Trouin. A las doce menos cuarto, el Orpheus fue el primero en alcanzar a la fragata francesa y abrió fuego contra ella desde una considerable distancia. Tras diez minutos, el navío francés consiguió acercarse a la que anteriormente había sido una fragata de la Compañía de las Indias Orientales y, a pesar de que la Duguay Trouin respondió con fuego, el Orpheus no tuvo problemas para colocarse adecuadamente y lanzar una andanada contra ella, la cual no pudo responder.
Para la una y cuarto, el Duguay Trouin no era ya más que un pecio destrozado: el casco estaba muy dañado, el bauprés se había desprendido y la tripulación había sufrido muchas bajas. Con este barco inmanejable y el Centurion y el Resistance a tres millas náuticas —5,6 km— y acercándose rápidamente, el capitán francés izó la bandera blanca y se rindió. El bergantín Vulcain había aprovechado el enfrentamiento entre la Duguay Trouin y el Orpheus para escapar y posteriormente llegó a Île de France. Newcome perdió, de un total de 194 tripulantes, un guardiamarina, que falleció, y un oficial y ocho hombres que resultaron heridos en el intercambio de fuego. Las pérdidas a bordo del Duguay Trouin fueron mucho más serias: veintiún hombres perdieron la vida y sesenta resultaron heridos de un supuesto total de 403 miembros.

## Repercusiones
En un primer momento, Newcome llevó su presa a Mahé, una de las islas de las Seychelles, donde exigió que se le concediera provisiones frescas, en especial agua, para sus prisioneros. Las autoridades francesas de la isla se negaron, por lo que Newcome bombardeó y sitió el pueblo, haciéndose con todas las provisiones y pertrechos militares. Los británicos desembarcaron a los prisioneros heridos y enfermos y les dieron los contenidos de un pequeño bergantín francés a los habitantes para que pudieran reemplazar las provisiones incautadas. Después de esto, Newcome regresó a la India con su presa, pero la Marina Real no la compró.
Históricamente, las reacciones a la batalla se han centrado en la considerablemente superior posición de los británicos en el enfrentamiento, dado que estos contaban con tres buques de guerra grandes, mientras que los franceses tenían un navío mercantil apresuradamente transformado. Además, una parte importante de la tripulación francesa estaba enferma. 
La Duguay-Truin tampoco estaba bien construida ni armada: de acuerdo con algunas estimaciones realizadas poco después del enfrentamiento, la batería principal de la fragata contaba con veintiséis cañones de a 18 libras, pero en realidad eran de a 12 libras, además de ocho cañones más de menor tamaño situados en la cubierta superior. El bloqueo británico sobre la Île de France continuó durante ese año; en octubre, el Centurion se enfrentó a una escuadra francesa en una batalla de resultado incierto. Pese a que la Île de France se mantuvo bajo dominio francés durante todo el conflicto, Gran Bretaña dominaba ya gran parte del océano Índico en 1796.

### Citas
1. 1 2  James, 2002, p. 196.
2. ↑  James, 2002, p. 198.
3. ↑  James, 2002, p. 199.
4. 1 2  James, 2002, p. 204.
5. 1 2 3  James, 2002, p. 203.
6. ↑  Clowes, 1997, p. 483.
7. ↑  Brenton, 1837, p. 211.
8. ↑  Clowes, 1997, p. 553.
9. 1 2  Gardiner, 2001, p. 73.